# Dramatis Personae
Dramatis Personae ist eine Gedichtsammlung von Robert Browning, die 1864 veröffentlicht wurde.
Browning schrieb die Sammlung in London, wohin er nach dem Tod seiner Frau mit seinem Sohn zurückkehrte. Es war seine erste Veröffentlichung nach einer neunjährigen Pause. Die Gedichte in Dramatis Personae sind dramatisch, mit einer großen Anzahl an Erzählern. Von der Sammlung wurden genug Exemplare verkauft, um eine zweite Auflage zu drucken, was das erste Mal in Brownings Karriere der Fall war.

## Gedichte
- James Lee’s Wife
- Gold Hair: A Story of Pornic
- The Worst of It
- Dîs Aliter Visum
- Too Late
- Abt Vogler
- Rabbi Ben Ezra
- A Death in the Desert
- Caliban upon Setebos. Or, Natural Theology in the Island
- Confessions
- May and Death
- Deaf and Dumb
- Prospice
- Eurydice to Orpheus
- Youth and Art
- A Face
- A Likeness
- Mr. Sludge, „The Medium“
- Apparent Failure
- Epilogue